# Németciklény
Németciklény (korábban Vasverőszék, Vasszék, Vas-Cziklin, németül: Eisenzicken, horvátul: Njemački Cikljin, gradistyeiül: Nimški Cikljin) Alsóőr településrésze Ausztriában Burgenland tartományban a Felsőőri járásban.

## Fekvése
Felsőőrtől 2 km-re keletre a Drumoly és Szék patakok összefolyásánál fekszik.

## Története
A települést 1352-ben "Wosuereuzek" néven említik először. Amint azt neve is mutatja eredetileg vasmunkások települése volt, akik a közeli hegyekben bányászott barnavasérc feldolgozásával foglalkoztak. Vasfeldolgozást valószínűleg itt már a rómaiak előtt a kelták is folytattak, akiknek az i. e. 1. századtól a közeli Velem-Szentviden fontos erődített városuk állt. Egyes feltételezések szerint a honfoglalás itt volt Árpád vezér fejedelemtársa, Kündü fia Kurszán kende nyári szállása. Erre utalhat a település régi Kendszék neve is.
1358-ban "Wosvereuzek al. nom. Kendzek", 1368-ban "Waswereuzek", 1434-ben "Waswerewzek, Vosuareuzek", 1496-ban "Poss. Waswerewzek al. nom. Wasek, Poss. Waszeg, Waswerewzeek al, nom. Waszeek" alakban említik. Vasvörösvár uradalmához tartozott. A források szerint már 1368-ban állt a falu temploma. A 15. században az osztrákokkal való állandó határviszályok következtében elnéptelenedett. Ezt követően a birtokos Baumkirchner család német parasztokat telepített ide. Ekkor változott meg a neve is Német-Cziklinre, mely formában 1640-ben említik először. A települést 1529-ben és 1532-ben is elpusztította a török, de újjáépítették.
Vályi András szerint "Német Cziklin. Elegyes lakosú német falu Vas Vármegyében, földes Ura Hertz v. Gróf Battyáni Uraság, lakosai katolikusok, fekszik Őri Szent Mártonnak szomszédságában, határja soványos, és szorgalmatos trágyázást kiván; de mivel fája elegendő, 420az előbbenihez hasonlító."
Fényes Elek szerint "Vas-Cziklin, (Eisen-Zicken), német falu, Vas vgyében, szinte gr. Erdődyé, 150 kath. lak., szűk és sovány határral. – A két utóbbi hely a vörösvári urad. tartozik. Ut. p. Kőszeg."
Vas vármegye monográfiája szerint "Német-Cziklin, 53 házzal és 340 németajkú lakossal. Vallásuk r. kath. és ág. ev. Postája és távírója Vas-Vörösvár. A Drumoly patak itt ömlik a Szék patakba."
1910-ben 358, túlnyomórészt német lakosa volt. 1921-ben Ausztria Burgenland tartományának része lett.1971-ben a szomszédos Alsóőrhöz csatolták.

## Nevezetességei
Szent Fábián és Sebestyén vértanúk tiszteletére szentelt római katolikus temploma.

## Híres emberek
Itt született 1697. augusztus 8-án Kunics Ferenc jezsuita tanár, majd rektor, egyházi író, a magyar nyelv védelmezője.

## Külső hivatkozások
- Alsóőr hivatalos oldala
- Alsóőr története a Sulineten